# Lomographa buraetica
Lomographa buraetica là một loài bướm đêm trong họ Geometridae.